# Лермонтовский (Пензенская область)
Лермонтовский — разъезд в Каменском районе Пензенской области России. Входит в состав Покрово-Арчадинского сельсовета.

## География
Разъезд находится в юго-западной части Пензенской области, в пределах Приволжской возвышенности, в лесостепной зоне, при железнодорожной линии Ряжск — Сызрань и автодороге Р208, на расстоянии примерно 8 километров (по прямой) к юго-востоку от города Каменки, административного центра района. Абсолютная высота — 183 метра над уровнем моря.

### Климат
Климат характеризуется как умеренно континентальный, с жарким летом и холодной продолжительной зимой. Среднегодовая температура воздуха — 3,9 °С. Средняя температура воздуха самого тёплого месяца (июля) — 19,9 °C (абсолютный максимум — 43 °C); самого холодного (января) — −12 °C (абсолютный минимум — −43 °C). Безморозный период длится от 125 до 140 дней. Среднегодовое количество атмосферных осадков составляет 448 мм, из которых 314 мм выпадает в период с апреля по октябрь.

### Часовой пояс
Разъезд Лермонтовский, как и вся Пензенская область, находится в часовой зоне МСК (московское время). Смещение применяемого времени относительно UTC составляет +3:00.

## Население
| 2010 |
| ---- |
| 17   |

### Национальный состав
Согласно результатам переписи 2002 года, в национальной структуре населения русские составляли 97 % из 35 чел.